# Provincia de Asti
Asti (en italiano: provincia di Asti) es una provincia en la región del Piamonte, en Italia. Su capital y ciudad más poblada es Asti. 
Tiene un área de 1511 km², y una población total de 208.339 hab. (2001). Hay 118 
comuni (municipios) en la provincia (fuente: ISTAT, véase este enlace).